# The Shelter
The Shelter este episodul 68 al serialului american Zona crepusculară. A fost difuzat pe 29 septembrie 1961 pe CBS. Este unul dintre puținele episoade ale serialului care nu prezintă elemente supranaturale sau științifico-fantastice.

## Prezentare

### Introducere
| “ | Urmează să fiți martorii unui coșmar. Nu are menirea de a fi profetic, nu trebuie să aibă loc, este ruga ferventă și grabnică a tuturor oamenilor binevoitori că acesta să nu se întâmple vreodată. Dar în acest loc, în acest moment, se întâmplă. Aceasta este Zona crepusculară. | ” |

### Intriga
Este o seară tipică într-o comunitate suburbană din afara orașului New York. La reședința medicului Bill Stockton, se sărbătorește ziua sa de naștere cu o petrecere organizată de soția sa, Grace, și de fiul lor, Paul. La petrecere sunt prezenți Jerry Harlowe, cumnatul lui Bill; Frank Henderson și Marty Weiss, foștii colegi de cameră ai cuplului, și soțiile și copiii lui Jerry, Frank și Marty. Bill este popular și adorat de grup, absolvind Universitatea de Stat alături de  Marty, Frank și Jerry. Mai mult, acesta este medicul de familie al oaspeților și a fost prezent la nașterea copiilor acestora. Toată lumea este deosebit de prietenoasă și jovială, chiar și atunci când se menționează despre munca sa de noapte: construirea unui adăpost antiatomic⁠(d) în subsolul casei lor. Dintr-o dată, un anunț radio al Protecției Civile (CONELRAD⁠(d)) susține că obiecte zburătoare neidentificate se îndreaptă spre Statele Unite. În această perioadă, toată lumea înțelege la ce se referă acest mesaj: atac nuclear⁠(d).
În timp ce panica se răspândește, medicul și familia sa intră în adăpostul antiatomic. Același grup de prieteni devine isteric și dorește să intre în adăpost. Toate relațiile de prietenie sunt înlocuite de disperare, ostilitate, afirmații nativiste și alte emoții reprimate care ies la suprafață. Stockton le oferă oaspeților subsolul său, dar adăpostul are suficiente aer, spațiu și provizii doar pentru trei persoane (familia Stockton). Vecinii nu acceptă acest lucru și sparg ușa adăpostului cu un berbec improvizat. În acel moment, o transmisie radio a Protecției Civile anunță că obiectele au fost identificate drept sateliți inofensivi și că cetățenii nu sunt în pericol. Vecinii își cer scuze pentru comportamentul lor, însă Stockton se întreabă dacă nu cumva s-au distrus unii pe alții fără ajutorul unei bombe.

### Concluzie
| “ | Lipsiți de morala, de mesaj, de lectură profetică, doar o simplă stare de fapt: pentru ca civilizația să supraviețuiască, rasa umană trebuie să rămână civilizată. Micul exercițiu de logică al acestei seri din Zona crepusculară. | ” |

## Distribuție
- Larry Gates - Dr. Bill Stockton
- Jack Albertson - Jerry Harlowe
- Sandy Kenyon - Frank Henderson
- Peggy Stewart - Grace Stockton
- Michael Burns - Paul Stockton
- Joseph Bernard - Marty Weiss
- Jo Helton - Martha Harlowe
- Moria Turner - doamna Weiss
- Mary Gregory - doamna Henderson
- John McLiam - Individ